# Nomada ferghanica
Nomada ferghanica är en biart som beskrevs av Morawitz 1875. Nomada ferghanica ingår i släktet gökbin, och familjen långtungebin. Inga underarter finns listade i Catalogue of Life.